# Cornelia Bouman
Cornelia „Kea” Bouman-Tiedemann (ur. 23 listopada 1903 w Almelo, zm. 17 listopada 1998 w Delden) – holenderska tenisistka, zwyciężczyni wielkoszlemowych mistrzostw Francji w grze pojedynczej i podwójnej, medalistka olimpijska w grze mieszanej.

## Kariera tenisowa
Była zawodniczką o dobrym serwisie i skutecznym returnie, często okazującą na korcie swoje emocje. W 1927 wygrała międzynarodowe mistrzostwa Francji w Paryżu, pokonując w finale reprezentantkę Afryki Południowej Irene Peacock 6:2, 6:4. Był to pierwszy zdobyty przez tenisistkę z Holandii tytuł singlowy w imprezie zaliczanej do Wielkiego Szlema. Do zwycięstwa wimbledońskiego Richarda Krajicka w 1996 pozostawał to zarazem jedyny holenderski tytuł wielkoszlemowy w singlu. Bouman wygrała turniej paryski również w deblu – dwa lata później w parze z Hiszpanką Lilí Álvarez.
Trzecim sukcesem Bouman odniesionym w Paryżu był brązowy medal olimpijski w grze mieszanej, który Holenderka zdobyła w parze z Hendrikiem Timmerem na igrzyskach w 1924 (w grze pojedynczej odpadła w IV rundzie). Po paryskich igrzyskach tenis stracił na kilkadziesiąt lat status sportu olimpijskiego, a po przywróceniu dyscypliny do programu igrzysk gry mieszanej nie rozgrywano aż do 2012 roku. Mniej szczęśliwie Holenderka rywalizowała na Wimbledonie, gdzie nigdy nie awansowała dalej niż do półfinału. W 1927 była w półfinale miksta w parze z francuskim „Muszkieterem” Jeanem Borotrą. Na kortach wimbledońskich rozegrała także głośny deblowy mecz pokazowy, w parze z Brytyjką Kathleen Godfree przeciwko Suzanne Lenglen i Elizabeth Ryan. Na meczu tym obecna była brytyjska para królewska.
Cornelia Bouman zdobyła łącznie czternaście tytułów mistrzyni Holandii w tenisie – cztery w grze pojedynczej, pięć w deblu i pięć w mikście. W 1928 została sklasyfikowana na 8. miejscu na świecie. Podobnie jak wielu sportowców swojej epoki z powodzeniem uprawiała inne dyscypliny, przede wszystkim golf i hokej na trawie. Karierę sportową zakończyła na początku lat 30., wyszła za mąż za inżyniera Alexandra Tiedemanna. Wiele lat spędziła w Indiach Holenderskich i USA. Zmarła w wieku 95 lat, cztery dni po śmierci Hendrika Timmera.

## Zwycięstwa wielkoszlemowe
- 1927 mistrzostwa Francji (gra pojedyncza)
- 1929 mistrzostwa Francji (gra podwójna, z Lili de Alvarez)